# Librairie du Travail
La Librairie du Travail est une ancienne maison d'édition française, fondée en 1917 à l'initiative de Marcel Hasfeld. Son activité cesse en 1939. Elle publie des textes révolutionnaires et contestataires.

## Historique
Lors de sa création, le 11 novembre 1917 la Librairie du Travail est une bibliothèque qui ouvre dans le local de La Vie Ouvrière.
Le principal fondateur est Marcel Hasfeld secrétaire de la  Fédération communiste anarchiste révolutionnaire (FCAR) et adhérent de la C.G.T. Durant la guerre il est trésorier du  Comité d’action internationale (CAI), qui se transforme  en Comité pour la reprise des relations internationales (CRRI). il cosigne le manifeste pacifiste  La paix par les peuples. En 1917 Pierre Monatte l'accueille dans les locaux de La Vie Ouvrière afin de créer la bibliothèque.
Dès août 1918 la Libraire réédite une brochure de Romain Rolland Aux peuples assassinés. Elle est rapidement suivie d'autres : Les syndicalistes français et la guerre  de Georges Dumoulin, des textes de Lénine...
Si la Librairie était  une centrale de propagande des idées socialistes. le projet, qui  ne put être réalisé, de Marcel Hasfeld était plus vaste " il avait dessiné un complexe schéma d’organisation structuré par régions et par services. Selon les principes syndicalistes qui lui étaient chers, ceux de la VO, il entendait que les ouvriers fussent le plus possible les metteurs en œuvre directs de ce centre. Il écrivait : « L’émancipation des prolétaires devant être l’œuvre des prolétaires eux-mêmes, il est temps que ceux-ci soient capables de créer, de faire vivre et de développer les organes dont ils ont besoin pour leur affranchissement. ».
Le 4 août 1928 la Librairie devient officiellement une Société Coopérative ouvrière de production présidée par Pierre Monatte et comprenant 12 associés dont Marcel Hasfeld nommé directeur.
Les publications de la Librairie font l'objet de censure "Dès 1927-1928, les livres édités par la Librairie du Travail  sont interdits : c’est, en juin 1928, la censure des chemins de fer dans les bibliothèques des gares où figurent, parmi les ouvrages ne pouvant être mis à l’étalage, ni être vendus aux femmes et aux adolescents". La Librairie se heurte aussi à l'hostilité du Parti communiste français et de la CGT qui lui reprochent la publication des ouvrages de Victor Serge. Elle poursuit néanmoins son activité tout en la réduisant : quarante-deux titres seulement sont édités de 1929 à 1937. La Librairie, ne pouvant rembourser ses dettes, est déclarée en faillite par un jugement du tribunal de commerce de la Seine du 27 avril 1938. Le liquidateur nommé vend les stocks de livres restant aux enchères publiques. L'éditeur Maspero a, par la suite, réédité un certain nombre des titres publiés par la Librairie du travail. François Maspero présente, en 1971, une exposition dans laquelle est retracée la vie de la Librairie du Travail.

## Activité éditoriale
Au cours de ses 22 années d'existence la Librairie du Travail a édité 130 titres différents de brochures et livres , liste partielle :

### CollectionHistoire et éducation prolétariennes
- Marcel Martinet Culture prolétarienne, 1935, 188 p.
- Albert Thierry Réflexions sur l'éducation suivies des Nouvelles des Vosves
- Marcel Martinet L'affaire Victor Serge

### Collection Études et documents sur la guerre
- Gustave Dupin  Conférence sur les responsabilités de la guerre

- Un livre noir, diplomatie d'avant-guerre et de guerre d'après les documents des archives russes (1910-1917). Correspondance d'Isvolsky

### Collection Faits et documents
- Wolf Bertram La guerre civile en Autriche
- Félicien Challaye Un aspirant dictateur : André Tardieu
- Maurice Dommanget Auguste Blanqui à Belle-Ile
- Robert Louzon La déchéance du capitalisme
- Robert Louzon Deux grands courants du capitalisme moderne : impérialisme et nationalisme
- Rosa Luxembourg L'accumulation du capital , 1935
- Jacques Perdu Les insurrections lyonnaises (1831-1834)
- Victor Serge Lénine 1917
- Victor Serge L'an I de la Révolution russe
- Victor Serge Vie des révolutionnaires,
- Victor Serge Le problème de l'illégalité",
- Victor Serge 'La ville en danger - Pétrograd, l'an II de la Révolution",
- Léon Trotsky Les problèmes de la guerre civile
- Léon Trosky Lénine

### Collection Les bonnes feuilles
- Aristide Briand La grève générale et la révolution, 1920

### Collection Discussion et polémique
- Fernand Loriot Les problèmes de la révolution prolétarienne
- Léon Trosky Vers le capitalisme ou vers le socialisme ?